# La gran esperanza blanca
La gran esperanza blanca es una película de 1970 escrita y adaptada por Howard Sackler. La película fue dirigida por Martin Ritt, y protagonizada por James Earl Jones, Jane Alexander, Chester Morris, Hal Holbrook, Beah Richards y Moses Gunn. James Earl Jones y Jane Alexander fueron nominados al Óscar por sus actuaciones. Sin embargo el Óscar se lo terminaron llevando George C. Scott por Patton y Glenda Jackson por su actuación en Mujeres enamoradas.
La película y la obra están basadas en la historia real del boxeador Jack Johnson y su primera esposa, Etta Terry Duryea, y la controversia sobre su matrimonio y la muerte por suicidio de Duryea en 1912.

## Trama
El gran boxeador afroamericano Jack Jefferson acaba de derrotar en Reno, Nevada, a su contrincante Frank Bardy. Se convierte así en el primer púgil negro que gana el título mundial de los pesos pesados. Pero corren los años 50 y Jack, que viaja junto a su novia Eleanor, una mujer blanca, ha cruzado los límites de un estado donde aún impera el racismo. El púgil es arrestado bajo la acusación de mestizaje, procesado y condenado a tres años de cárcel que no llega a cumplir porque se evade de prisión. La pareja deja los Estados Unidos, su vida se convierte en una constante huida y su reputación como boxeador cae en picado. Más tarde le ofrecen pelear en Cuba, en un combate amañado que le devolvería el título a un hombre blanco a cambio de su libertad y de retirar todos los cargos contra él. Jack no acepta, pero Eleanor, que no soporta por más tiempo la constante presión a la que se encuentran sometidas sus vidas, se suicida. Finalmente Jack acepta participar en el combate, que tendrá lugar en La Habana. Ese día toda su rabia contenida le lleva a boxear como jamás antes lo había hecho.

## Premios Óscar
| Categoría    | Persona          | Resultado |
| ------------ | ---------------- | --------- |
| Mejor actor  | James Earl Jones | Nominado  |
| Mejor actriz | Jane Alexander   | Nominado  |